# Deutscher Wasserball-Pokal (femminile)
La Deutscher Wasserball-Pokal Frauen è la coppa nazionale tedesca di pallanuoto femminile.
Il torneo viene organizzato annualmente dalla Deutscher Schimm-Verband sin dal 1988. La squadra maggiormente titolata è il Blau-Weiss Bochum, vincitore di nove coppe.
Il trofeo si disputa tra le squadre di DWL attraverso gare a eliminazione diretta.

## Albo d'oro
- 1988:  Hohenlimburg
- 1989:  Neukölln Berlin
- 1990:  Neukölln Berlin
- 1991:  Neukölln Berlin
- 1992:  Neukölln Berlin
- 1993:  Gronau
- 1994:  Gronau
- 1995:  Gronau
- 1996:  Gronau
- 1997-1998: non disputata
- 1999:  Gronau
- 2000:  Hohenlimburg
- 2001:  Hohenlimburg

- 2002:  Blau-Weiss Bochum
- 2003:  Blau-Weiss Bochum
- 2004:  Blau-Weiss Bochum
- 2005:  Blau-Weiss Bochum
- 2006:  Blau-Weiss Bochum
- 2007:  Bayer Uerdingen
- 2008:  Blau-Weiss Bochum
- 2009:  Blau-Weiss Bochum
- 2010:  Blau-Weiss Bochum
- 2011:  Blau-Weiss Bochum
- 2012:  Bayer Uerdingen
- 2013:  Bayer Uerdingen
- 2014:  Bayer Uerdingen

- 2015:  Bayer Uerdingen
- 2016:  Bayer Uerdingen
- 2017:  Nikar Heidelberg
- 2018:  Nikar Heidelberg
- 2019:  Spandau
- 2020:  Spandau
- 2021:  Spandau
- 2022:  Spandau
- 2023:  Spandau
- 2024:  Spandau
- 2025:  Spandau

## Vittorie per squadra
| Pos. | Squadra           | Vittorie |
| ---- | ----------------- | -------- |
| 1    | Blau-Weiss Bochum | 9        |
| 2    | Spandau           | 7        |
| 3    | Bayer Uerdingen   | 6        |
| 4    | Gronau            | 5        |
| 5    | Neukölln Berlin   | 4        |
| 6    | Hohenlimburg      | 3        |
| 7    | Nikar Heidelberg  | 2        |